# Karl Friedrich von Holleuffer
Karl Friedrich von Holleuffer (* 2. Januar 1804 in Benkendorf; † 21. Januar 1895 in Berlin) war ein preußischer Generalleutnant.

## Leben

### Familie
Karl Friedrich war Angehöriger des Adelsgeschlechts von Holleuffer. Seine Eltern waren der Domdechant und Prälat des Stifts Merseburg Heinrich August von Holleuffer (1762–1844) und Friederika Elisabeth Hedwig, geborene von Wuthenau († 1837). Aus seiner 1834 mit Pauline Dietzel (1804–1886) geschlossenen Ehe ging eine Tochter Elisabeth (* 1835) hervor, die sich mit dem Lotterieeinnehmer Rudolf Doiscins vermählte.

### Werdegang
Holleuffer begann seine Laufbahn in der preußischen Armee 1818 als Kadett in Berlin und avancierte 1821 zum Sekondeleutnant im 32. Infanterie-Regiment. Er stieg 1833 zum Premierleutnant, 1841 zum Kapitän und Kompaniechef sowie 1848 zum Major und Kommandeur des III. Bataillons im 26. Landwehr-Regiment auf. 1852 wurde er Kommandeur des Füsilier-Bataillons im 26. Infanterie-Regiment. Seine Beförderung zum Oberstleutnant erhielt er 1854 und wurde 1857 Kommandeur des 20. Infanterie-Regiments. Seinem Aufstieg zum Oberst im Jahre 1858 folgte die Verleihung des Roten Adlerordens III. Klasse mit Schleife im Jahre 1859. Holleuffer wurde 1861 unter Stellung à la suite des Regiments Kommandeur der 1. Infanterie-Brigade und avancierte im selben Jahr zum Generalmajor. Nachdem er 1863 den Roten Adlerorden II. Klasse mit Eichenlaub erhalten hatte, wurde er 1864 mit dem Charakter als Generalleutnant mit Pension verabschiedet und 1865 mit Pension zur Disposition gestellt. Er wurde auf dem Alten Garnisonfriedhof in Berlin bestattet.